# Jongno
Jongno (littéralement « rue de la cloche ») est une route nationale et l'une des plus anciennes artères principales est-ouest de Séoul en Corée du Sud. Jongno relie la place Gwanghwamun à Dongdaemun. 
La zone entourant Jongno fait partie du centre-ville de Séoul et est l'une des zones culturelles, historiques et financières les plus importantes. De nombreux monuments importants sont situés sur sa longueur, notamment le pavillon Bigak à Sejongno, le beffroi de Bosingak (d'où le nom de la rue), le parc Tapgol (parc de la pagode), le sanctuaire ancestral royal de Jongmyo et le Dongdaemun susmentionné (porte de la Grande-Orient). La ligne 1 du métro de Séoul passe sous Jongno. L'extrémité ouest de Jongno est desservie par la station Gwanghwamun (ligne 5 du métro de Séoul) et la station Jongno 3(sam)-ga est desservie par les lignes 1, 3 et 5 du métro. En raison de la multitude de magasins et épiceries le long de la zone, le mot « Jongno » est souvent utilisé dans la langue coréenne pour parler de la « Place de la ville ». 

## Lieux célèbres à Jongno

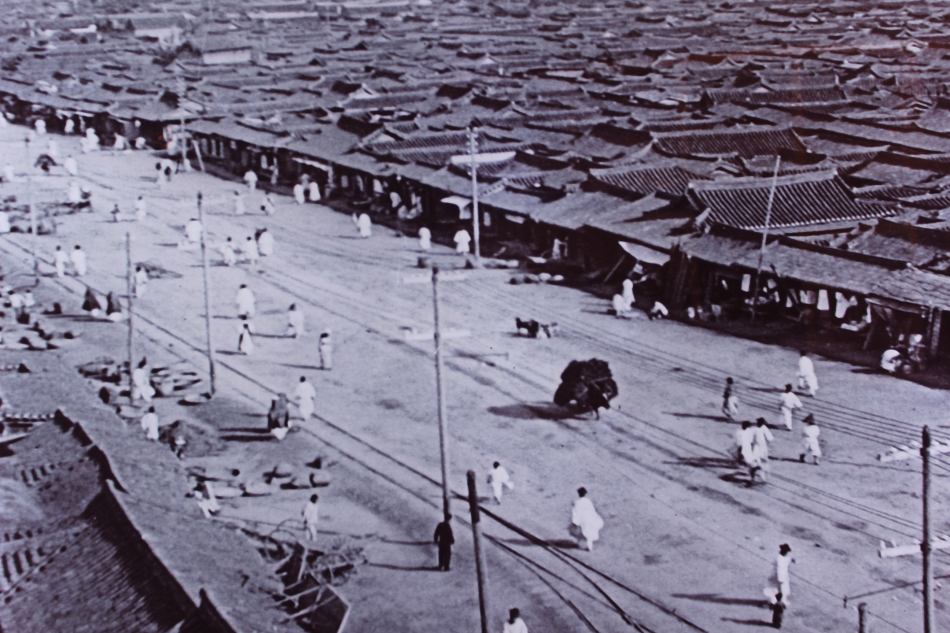
Jongno en 1902.

- Plusieurs des plus grandes librairies coréennes, dont la librairie Kyobo (près de Sejongno), la librairie Youngpoong et la librairie Bandi & Luni (Jongno 1-ga), sont situées près de Jongno.
- La Jongno Tower est un immeuble de bureaux de 33 étages. Son dernier étage est équipé d'un restaurant et d'un bar qui est célèbre pour sa vue sur Jongno et d'autres quartiers de Séoul. La tour est située près de la station Jonggak de la ligne 1 du métro de Séoul.
- La Insadong-gil, une rue célèbre pour ses attractions traditionnelles, y compris les galeries, les boutiques de souvenirs et les restaurants, est accessible directement depuis Jongno (Jongno 3-ga).
- Le Cheonggyecheon coule juste un bloc au sud de Jongno.
- Le centre culturel de Sejong, l'un des théâtres polyvalents les plus célèbres de Corée, se trouve près de l'intersection de Jongno et Sejongno.
- La zone autour de la station Jongno 3(sam)-ga est à l'origine de nombreuses salles de cinéma célèbres; Dansungsa (créé en 1907, le plus ancien cinéma de Corée), The Piccadilly Cinema (créé en 1958), Seoul Cinema (créé en 1978).
- Pimatgol est une ruelle bien connue située juste au nord de Jongno 1, 2, 3-ga.
- Dongdaemun, plus connue sous le nom de Heunginjimun, est l'une des quatre portes du vieux Séoul. Il est situé à l'extrémité est de Jongno.
- Le marché de Dongdaemun, l'un des lieux de vente en gros et au détail les plus connus en Corée, entoure la zone près de la gare Jongno 5(o)-ga, du stade Dongdaemun et de la station Dongdaemun History & Culture Park.